# Dyckia coximensis
Dyckia coximensis är en gräsväxtart som beskrevs av Lyman Bradford Smith och Raulino Reitz. Dyckia coximensis ingår i släktet Dyckia och familjen Bromeliaceae. Inga underarter finns listade i Catalogue of Life.